# Carlo Ruzzini
Carlo Ruzzini (Venezia, 11 novembre 1653 – Venezia, 5 gennaio 1735) è stato il 113º doge della Repubblica di Venezia.
Luigi Ruzzini, vescovo di Bergamo, era suo fratello.

## Biografia

### Infanzia ed educazione
Terzogenito di Marco Ruzzini e di Caterina Zen, nacque nella parrocchia di San Giobbe. Poiché il compito di proseguire la casata - benestante, ma non ricchissima - fu affidato al fratello maggiore Giovanni Antonio, Carlo rimase celibe ed ebbe la possibilità di dedicarsi completamente alla politica.
Abitava a San Giobbe, in un palazzo di proprietà dei Querini arricchito da una preziosa pinacoteca e un piccolo museo di medaglie, gioie, pietre e cammei.
A causa della sua salute cagionevole, il padre preferì farlo istruire solo a Venezia. Studiò inizialmente sotto la guida di precettori privati, quindi passò ai somaschi della Salute.

### Carriera politica
Raggiunta l'età necessaria, intraprese subito il cursus honorum previsto per i giovani patrizi veneziani. Dal 25 febbraio al 4 ottobre 1679 fu savio agli Ordini, quindi ricoprì per un anno, a partire dal 2 gennaio 1680, la carica di provveditore sopra gli Uffici.

### Carriera diplomatica
Poiché il padre sedeva nel Collegio dei Savi, non poteva accedere alle cariche senatorie. Decise quindi di intraprendere la carriera diplomatica e, tra il 1681 e il 1684, seguì le ambasciate in Francia, in Germania e a Costantinopoli; vi intervallò i ruoli di provveditore sopra le Camere (aprile-settembre 1683) e savio alle Decime (1685).
La decadenza della Repubblica veneziana e la guerra che la vide opposta ai turchi durante il periodo 1684-1699 comportò la necessità di trovare abili diplomatici e ciò avvantaggiò la carriera del Ruzzini.
Le notizie più interessanti sulla sua vita ce lo mostrano durante le trattative a Carlowitz (1698-1699), impegnato, senza grande successo, ad ottenere dei vantaggi per la sua patria.
Il 26 gennaio 1699 a Carlowitz, il Ruzzini in verità "nulla credeva di poter fare di testa propria e voleva consultare il Senato per qualsiasi minuzia" come segnala il Battistella ma poi, finì per firmare il trattato benché controvoglia.
Una certa esitazione ed il timore di prendere decisioni errate presto lo rese sgradito agli altri negoziatori che, quindi, presto tesero ad escluderlo dalle decisioni più importanti.
Questo episodio non bloccò la sua carriera, visto che partecipò ad altre trattative importanti (Utrecht, gennaio 1712) in cui, però, Venezia, potenza ormai decadente e relegata nei confini italiani, non ebbe gran parte e venne presto accantonata.
Ad Utrecht, intorno a lui si scatenò una serie di intrighi diplomatici che sembrava dovesse portare alla costituzione di una confederazione italiana con a capo Venezia: "Ruzzini si da un gran daffare, prende contatto anche con i ministri francesi, cerca di riunire intorno a sé tutti i rappresentanti di tutti gli Stati italiani" come rievoca Alvise Zorzi.
L'ultima guerra combattuta da Venezia contro i turchi (1714-1718) si concluse con la pace di Passarowitz (21 luglio 1718) che, se da un lato vide ancora come rappresentante diplomatico un più deciso Ruzzini che aveva sostenuto con calore i diritti e le richieste della Repubblica, dall'altro mise in piena evidenza la debolezza di Venezia, che ottenne poco o nulla da quel trattato.
Pur malato, era afflitto da podagra e idropisia, dopo essere tornato a Venezia, proseguì la sua carriera diplomatica come ambasciatore a Costantinopoli, dove rimase per due anni e, presto, divenne uno dei personaggi più rispettati del panorama politico.
Divenne Savio del Consiglio, ma, siccome un fratello era stato nominato vescovo di Bergamo, dovette rinunciare a far parte del Collegio e allora, si mise a scrivere memorie. Era diventato anche sordo.
Candidatosi senza successo alla carica dogale nel 1722, l'ottenne senza troppo faticare il 2 giugno del 1732, venendo eletto al primo scrutinio con ben trentanove voti su quarantuno al primo scrutinio brogli a parte, spuntandola su Alvise Pisani.
Come sottolinea l'Arrighi, la sua elezione ebbe un consenso generale perché già prima di essa, era considerato più di un semplice patrizio e nonostante la malattia, manteneva ancora un portamento solenne.

### Dogato
Durante il periodo del suo breve dogato, tre anni appena, la vita passò tranquilla per Venezia, ormai chiusa nella piena neutralità ed esclusa dal grande scacchiere della politica internazionale.
Fu un uomo scrupoloso e saggio, ma poco considerato dai nobili e dal Senato, che lo vedevano come una figura puramente simbolica.
Questo ci fa capire il comportamento maligno tenuto nei suoi confronti da uno dei tre capi della Quarantia, Pietro Magno che, trovatosi nella stanza del doge, momentaneamente assente, si pose il corno dogale in testa pavoneggiandosi davanti allo specchio; all'improvviso arrivò il Ruzzini e fece finta di non aver visto.
L'episodio più importante durante il suo dogado, fu la traslazione dalla Francia a Venezia, delle reliquie del doge Pietro I Orseolo che era stato canonizzato il 19 maggio 1731; si trattava di tre ossa della gamba sinistra, le ultime di un santo che approdarono in laguna. Arrivarono verso la fine del 1732 dopo essere state provvisoriamente depositate a San Giorgio Maggiore il 7 gennaio 1733, furono solennemente portate nella cappella ducale di San Marco e collocate in un'urna d'argento. Un mese dopo, ci fu una funzione con la processione alla quale intervennero il doge con la Signoria, il clero e la milizia; a quella messa, vi cantò il celebre Carlo Broschi meglio conosciuto come Farinelli. Il Senato per commemorare l'avvenimento, decretò il 14 gennaio, festa di palazzo.
Durante il dogado di Ruzzini, si aprirono pure divergenze fra la corte pontificia e Venezia per l'uccisione e il ferimento a Roma di alcuni familiari dell'ambasciatore veneziano per la costruzione di un fortino sul Po. I rapporti fra il Papa e la Repubblica di Venezia si sarebbero riappacificati solo con il doge Francesco Loredan.

### Morte
Carlo Ruzzini morì il 5 gennaio 1735; fu sepolto nella cappella di Santa Teresa nella Chiesa di Santa Maria di Nazareth degli Scalzi.